# (110393) Rammstein
(110393) Rammstein (designació provisional 2001 TC8) és un asteroide de fons de la regió central del cinturó d'asteroides, d'aproximadament quatre quilòmetres de diàmetre. Va ser descobert l'11 d'octubre de 2001 per l'astrònom francès Jean-Claude Merlin a l'Observatori Le Creusot, a França. L'asteroide va rebre el nom de la banda de metal industrial alemanya Rammstein.

## Òrbita i classificació
Rammstein és un asteroide que no pertany a cap família de la població de fons del cinturó principal. Orbita al voltant del Sol al cinturó central d'asteroides a una distància de 2,5–2,9 ua un cop cada 4 anys i 6 mesos (1.630 dies; semieix major de 2,71 ua). La seva òrbita té una excentricitat de 0,09 i una inclinació de 12° respecte a l'eclíptica.

## Característiques físiques
Es desconeix el tipus espectral de l'asteroide.

### Diàmetre i albedo
Rammstein no ha estat observat per cap estudi des de l'espai, como el satèl·lit astronòmic d'infrarrojos IRAS, el satèl·lit japonès Akari o la missió NEOWISE. A partir d'una conversió genèrica de magnitud a diàmetre, se suposa que l'asteroide mesura 3,0 i 5,5 quilòmetres de diàmetre sobre la base d'una magnitud absoluta de 15,0 i una albedo geomètrica de 0,20 i 0,06, que corresponen aproximadament a un cos de composició carbonosa i rocallosa, respectivament (ambdós tipus són comuns al cinturó central d'asteroides). El Minor Planet Center (MPC) calcula de manera similar el diàmetre mitjà de l'objecte entre 3 i 6 quilòmetres.

### Període de rotació
A 2018, no s'ha obtingut cap corba de llum rotacional de Rammstein a partir d'observacions fotomètriques. Se'n desconeixen el període de rotació, la forma i els pols del cos.